# Олійник Леонід Артемович
Леоні́д Арте́мович Олі́йник (28 травня 1913, с. Великі Деревичі, тепер Любарського району Житомирської області — 2 жовтня 1996, Київ) — український театральний режисер, педагог, заслужений діяч мистецтв України (1973).

## Життєпис
1940 — закінчив Київський театральний інститут, після чого працював у Луцькому українському музично-драматичному театрі. Вистави: «Сватання на Гончарівці» Квітки-Основ'яненка, «Варвари» Максима Горького, «Неспокійна старість» Рахманова.

Могила Леоніда Олійника, Байкове кладовище

Від 1945 — викладач Київського театрального інституту ім. Івана Карпенка-Карого. Працював асистентом у свого вчителя Івана Чабаненка, прихильника традицій акторської школи корифеїв українського театру. Згодом допомагав у роботі на курсі театральному режисерові й педагогу Костянтинові Хохлову. Від 1965 — професор.
Жив у Києві, на вулиці Єреванській. Помер на 84-му році життя 2 жовтня 1996 року. Похований разом з дружиною на Байковому кладовищі (ділянка № 49а, 50°24′59.19″ пн. ш. 30°30′5.4″ сх. д. / 50.4164417° пн. ш. 30.501500° сх. д.).

## Учні
Виховав понад 240 акторів та режисерів. Серед його учнів понад 40 заслужених артистів, більш як 20 народних артистів України, серед них В'ячеслав Сумський, Андрій Гончар, Григорій Артеменко, Ростислав Коломієць, Володимир Опанасенко, Олег Шаварський, Лідія Яремчук, Ірина Дука, Віталій Малахов, Олександр Ігнатуша, Василь Баша, Валерій Чигляєв, Петро Ільченко, Станіслав Мойсеєв, Олексій Богданович, Петро Панчук, Сергій Проскурня, Остап Ступка, Віталій Лінецький, Леся Самаєва, п'ять народних артистів СРСР (Таїсія Литвиненко, Василь Конопацький, Еліна Бистрицька, Сергій Данченко, Степан Олексенко), письменниця Соломія Зеленська, телеведучий Юрій Горбунов, телережисер та режисер документальних фільмів Михайло Воробйов, поетеса Галина Кияшко та ін.

## Праці
- Спільне виховання акторів і режисерів / Л. А. Олійник // По той бік очей. — К., 2003